# Czudar János
Czudar János (14. század) nagyváradi római katolikus püspök.

## Életpályája
1368–1370 között Itáliában járt egyetemre és kánonjogi doktori címet szerzett, majd Székesfehérváron lett kurátor és prépost. 1380–1386 között csanádi püspök, 1383–1396 között nagyváradi püspök volt. 1384-ben csanádi püspökként jóváhagyta Szent Gellért ereklyéinek elszállítását Muranóba. 1390-ben Kolozsvári Márton és György az ő megrendelésére készítették el Szent László életnagyságnál nagyobb lovasszobrát.